# 신익희생가
신익희생가(申翼熙生家)는 대한민국 경기도 광주시 초월읍에 있다. 정치가이며 독립운동가인 해공 신익희(1894∼1956) 선생의 생가이다. 1992년 12월 31일 경기도의 기념물 제134호로 지정되었다.

## 개요
정치가이며 독립운동가인 해공 신익희(1894∼1956) 선생의 생가이다.
가옥은 안채와 바깥채로 구성되어 있는데, 원래 지금 있는 자리에서 동남쪽으로 약 200m 떨어진 곳에 있었다고 한다. 고종 2년(1865) 대홍수로 집이 파손되어 옮긴 건물은, 전체적으로 20세기 초에 크게 고쳐 지은 것으로 짐작한다.
안채는 T자형 평면을 이루는데 가운데 2칸 대청을 중심으로 오른쪽에 안방을 두고 왼쪽에 건넌방을 두었고 안방 앞으로는 부엌을 두었다. 바깥채는 ㄱ자형 평면으로 가운데에 대문을 두고 왼쪽에 2칸 사랑방을 두었다.
이 집은 전통 한옥의 외관을 잘 간직하고 있으며 전체적으로 20세기 초 경기지역 중 소지주 계층의 가옥 형태를 취하고 있다.

## 같이 보기
- 신익희

## 참고 문헌
- 신익희생가 - 국가유산청 국가유산포털